# Italia 7 Toscana
Italia 7 Toscana (in precedenza nota come Tele 37) è una rete televisiva italiana a carattere regionale con sede a Firenze. In passato è stata affiliata ai circuiti televisivi nazionali Italia 7 e 7 Gold.

## Storia
La rete nacque nel 1977 come Tele 37, che in seguito diventò il nome di un altro canale dello stesso gruppo, Il Gelsomino Srl, successivamente rinominato 8 Toscana. Lo stesso editore possedeva anche Rete 37. Dall'ottobre 1987 al 1996 Tele 37 fece parte del circuito nazionale Italia 7, di cui trasmetteva i contenuti per Toscana e Umbria. Agli inizi degli anni Novanta cambiò nome in Italia 7 Toscana.
Nel 1996 il gruppo dell'imprenditore Francesco Di Stefano rilevò Teleregione Toscana e la affiliò al network Italia 7, rimpiazzando Italia 7 Toscana. 
In seguito Italia 7 Toscana aderì al nuovo circuito nazionale 7 Gold e continuò a proporre i suoi programmi (inclusi film trasmessi nei cicli cinematografici) fino al 26 agosto 2008, quando l'affiliazione fu cessata e successivamente TVR Teleitalia si affiliò allo stesso circuito nazionale, mentre dallo stesso giorno l'emittente si dedica esclusivamente ad una programmazione indipendente.
Tra l'ottobre 2010 e il 25 giugno 2013 era visibile anche sul canale 517 di Sky nel pacchetto "Sky TV".
Ad inizio luglio 2018 la società televisiva concessionaria del canale, Il Gelsomino Srl, ha dichiarato il fallimento. Durante l'asta fallimentare svoltasi il 31 luglio, la società è stata acquistata dal gruppo Gold TV, che si è aggiudicato così Italia 7 Toscana con le sue prestigiose LCN 17 in Toscana e 19 in Umbria, altri marchi televisivi interregionali minori e i mux posseduti nelle due regioni, comprensivi di frequenze, impianti e postazioni.
L'emittente irradia il suo segnale in Toscana, Umbria, Lazio (limitatamente alla provincia di Viterbo) e Liguria (limitatamente alla provincia della Spezia).
Attualmente, dal 2024, è parte del circuito Netweek.

## Giornalisti
- Simone Bachini
- Cristina Becchi
- Vittorio Betti
- Luciano Gianluca Calì
- Isabella D'Antono
- Gaetano D'Arienzo
- Michelle Isler
- Massimiliano Mantiloni
- Giorgio Micheletti
- Oliva Poli
- Gaia Simonetti

## Programmi

### Notizie ed intrattenimento
- TGT: Telegiornale regionale
- Speciale TGT: Approfondimento su temi di attualità
- TGT Settegiorni: Contenitore che tratta molteplici argomenti
- Aspettando il TG: Contenitore che tratta molteplici argomenti
- Rassegna Stampa: Rassegna stampa dei giornali
- Girotondo: Reportage su fatti, manifestazioni e personaggi della Toscana

### Sport
- Platinum Calcio - Campionato Live: sabato dalle 20:30 alle 23.00 e domenica dalle 14:00 alle 19:00 e dalle 20:30 alle 23:00
- Platinum Calcio - Speciale Coppe: martedì e mercoledì dalle 20:30 alle 23:00
- Tg Platinum Calcio: dal lunedì al venerdì dalle 19:30 alle 20:00 e dalle 20:30 alle 21:00
- La sfida viola: venerdì dalle 21:00 alle 23:00
- Notte viola: sabato dalle 23:00 alle 00.30